# وارلي أوليفيرا
وارلي أوليفيرا هو لاعب كرة قدم فيتنامي في مركز الهجوم، ولد في 26 سبتمبر 1989 في البرازيل. لعب مع نادي كوانغ نام.